# 내일의 요이치
내일의 요이치(明日のよいち)는 미나모토 유우가 그린 만화이자, 그 만화를 원작으로 하는 TV애니메이션이다. 일본에서는 아키타 쇼텐(秋田書店)의 만화 잡지 '월간 소년 챔피언'을 통해 처음 연재되기 시작했고, 2006년부터 단행본으로도 출판이 되었다. 대한민국에서는 서울문화사에서 내일의 요이치!'라는 이름으로, 2007년부터 번역되어 출판되었다. 현재 원작은 단편본 15권으로 완결되었으며, 2009년엔 원작을 바탕으로, TV애니메이션화되어 TBS에서 방영되었고 총 12화로 완결되었다.

## 개요
오로지 검사로서의 수행을 거듭해 왔기에 세상 물정에 어두운 소년 카라스마 요이치를 주인공으로 하여, 요이치가 얹혀살게 되는 이카루가 도장의 개성이 넘치는 미인 4자매와의 시끌벅적한 일상 생활을 기본으로 순정(?) 소년 요이치의 경쾌하고 발랄한 러브 코미디가 전개된다.

## 등장 인물

### 인물 소개
※ 설명은 애니메이션판의 설정과 내용, 만화판에 나온 설정 및 내용을 바탕으로 저술되었음
카라스마 요이치(烏丸 与一)
성우 - 오카모토 노부히코
본 작품의 주인공. 고등학교 2학년. '우키하 카미카제류(검술)'의 계승자. 17년 동안 산 속에서 아버지와 단둘이 살며 수행을 해오다, 아버지의 명으로 도시로 내려오게 된다. 자신의 아버지와 인연이 있는, 이카루가 家에 머물면서 학교 생활 및 수행을 하며 지낸다.
검사로서의 실력 및 그런 통찰력은 좋은 편이고, 상대방의 도리를 존중하고 구부러진 것이 싫은 성격을 지녔다. 하지만 세상물정에 어둡고, 여성에 대한 면역이 없어 그 때문에 여성의 향기에도 자주 코피를 흘린다. 또한 많은 여성들로부터 사랑을 받지만 정작 자신은 하나도 눈치채지 못 할 정도로 둔하다.
항상 전통 의상인 '하카마'에 목검, 목도리를 착용하고 다닌다. 그리고 말투와 단어를 또한 시대극에서 볼 듯 한 말투와 단어들을 쓴다.
이카루가 이부키(斑鳩 いぶき)
성우 - 사토 리나
이카루가의 장녀. 고등학교 2학년. '우키하 카미가제류(검술)'의 계승자. 지성과 미모를 겸비하고 있고, 가사 실력 또한 월등하다. 학교에선 학급회장을 맡고 있으며, 가장에선 어릴 적 수행하러 나가신 부모님을 대신해, 이카루카 도장의 사법 대리 임무와 이카루가를 책임지는 가장으로서의 임무를 맡고 있다. 그로 인해, 책임감이 강하면서 엄한 성격을 가지게 되었으나, 안면이 없는 요이치의 부친의 부탁으로 요이치를 받아들인 걸 보면 본성은 너그럽고 상냥한 듯.. 요이치가 문제를 일으킬 때마다, 그에게 훈계와 폭력을 행사한다. 하지만 실은 요이치를 속으론 좋아함.
항상 머리에 크고 흰 리본을 달고 다닌다.
※이카루가 가문은 카라스마 가문과 같은 조상을 가진 친분 있는 사이이며, 같은 '우키하 카미가제류(검술)'를 계승하고 있음.
이카루카 아야메(斑鳩 あやめ)
성우 - 토마츠 하루카
이카루가의 차녀. 고등학교 1학년. 보기엔 입이 거칠고 까탈스럽고 무뚝뚝하게 보이나, 실은 순진하고 상냥한 성격, 그리고 츤데레한 면도 가지고 있다. 처음엔 자신의 집에 들어온 요이치를 못 마땅했으나, 점차 그에게 호감을 갖기 시작한다. 그리고 치하야의 조언으로, 잘 나오지 않던 도장에 나오기 시작한다.
무서운 것에 약하고 자신의 가슴이 작은 것에 대해 신경쓰고 있다. 또한 학업, 검술, 가사, 스타일의 면에서 뛰어난 언니 '이부키' 때문에 강한 컴플렉스를 갖고 있다.
항상 검은색 리본으로 머리를 묶고 다닌다.
이카루가 치하야(斑鳩 ちはや)
성우 - 타무라 유카리
이카루가의 삼녀. 중학교 3학년. 프로 만화가. 예술가인 어머니의 피를 네자매 중 가장 많이 계승하였다. 안경 속성의 소녀로, "프히"라고 웃는 버릇이 있다. 요이치의 주위에 일어나는 여성 관계를 관찰하고는 재미있어 하고 있다. 그래서인지 요이치와 많이 접해있는, '이부키'의 징검다리가 되어주고 있다. 특별히 다치게 하면서 참견을 하는 것이 많지만, 기본적으로는 응원하고 있는 것 같다.
항상 고딕 펑크 브랜드 '팬더 록'을 즐겨 입고 있다.
이카루가 카코메(斑鳩 かごめ)
성우 - 하나자와 카나
이카루가의 막내. 초등학교 4학년. 울보에 운동치, 음치이지만 손재주가 좋아 요리와 재봉이 특기. 그래서 그런지 가끔 식사를 만들거나, 언니들이 입던 옷을 리폼해 입곤 한다. 언니인 '아야메'와는 반대로 가슴이 큰 것에 대해 신경 쓰고 있고 평상시에 붕대를 감아 숨기고 있다. 그 때문에 수영의 수업에서도 견학하고 있었지만, '마사시(이카루가 도장에 다니는 초등학생 중 한 명)'가 바다에 떨어졌을 때에는 뛰어들어 '마사시'를 구해주었다. 그리고 언제나 자신을 걱정해 주는, '마사시'를 좋아하고 있다
와시즈 료(鷲津 凉)
성우 - 나카이 카즈야
이부키, 요이치와 같은 반인 남학생. 이부키가 살고 있는, 아사미가와시에선 꽤 이름 있는 불량배이지만, 자신에게 처음 친절하게 대해 준, 이부키 앞에선 한없이 약한 모습을 보여 주며 그녀를 짝사랑하게 된다. 요이치에게 한 번 패한 후, 언제나 요이치를 쓰러뜨리려고 한다. 그리고 요이치나 이부키가 관련된 상황에선, 가끔 엉뚱한 오해나 망상을 하곤 한다.
또한 그는 어떤 실수로 인해, 이카루가 도장에 다니게 된다. 그러다 아야메가 요이치를 짝사랑하는 걸 알게 되고 그는 그녀와 서로의 사랑을 도와주는, 조력자 관계가 된다.
토리가야 케이타(鳥谷 惠太)
성우 - 아사누마 신타로
와시즈 료를 따라 다니는 남학생. 처음엔 키가 크고 불량스러운 모습이었으나 점차 키가 작고 귀여운 모습으로 표현된다. 또한 카고메와 도장 문하생같은, 아이들과 친하게 잘 노는 모습을 보이곤 한다.
츠바메 츠바사(燕 つばさ)
성우 - 마키노 유이
요이치의 반으로 전학 온 여학생. 실은 그녀는 '츠바메 벤텐류'를 사용하는, '츠바메' 가문의 차기 당주. 그로 인해, 그녀는 어렸을 때부터 당주가 되기 위한, 수행과 교육을 받아왔다. 하지만 본인은 평범한 소녀로, 평범한 학교 생활을 하며 살고 싶어한다. 귀여운 얼굴과 아담한 체구와 달리, 힘이 엄청 세다. 또한 평상시엔 부끄러움이 많은 성격이나, 극도의 수치심을 느끼면 감정이 없어지고 오직 싸움에만 몰두하는, 광전사의 모습으로 돌변한다. 그리고 그녀는 자신의 가문의 재건을 위한 요이치의 암살 의뢰를 핑계 삼아 도시에 왔으나, 그녀는 안젤라에 의해 원치 않게 요이치와 싸우게 된다. 하지만 결국 자신이 스스로 암살을 원치 않는다고 안젤라에게 말하고, 이후 안젤라와 같이, 분식점 알바를 하며 스스로의 힘으로 가문의 재건하기 위해 노력한다. 그리고 전학 첫날 우연한 계기로, '오시즈 료'를 짝사랑하게 된다.
타카츠카사 안젤라(鷹司 アンジェラ)
성우 - 나바타메 히토미
츠바사를 따르며 그녀를 보살피고 호위하는 여성. 그녀의 일족은 예로부터 츠바메 가문을 보좌하는 임무를 맡고 있다. 츠바메 가문의 재건을 위해, 츠바사와 같이 요이치를 암살하려 한다. 하지만 주인인 츠바사의 암살 임무 거절과, 요이치의 훈계에 자신의 과오를 깨닫고서, 츠바사와 같이 분식점 알바를 하며 츠바메 가문의 재건을 돕는다. 그리고 그녀 역시 자신에게 친절하게 대하는, 요이치에게 호감을 품는다.
항상 차이나드레스와 검정 스타킹을 입고 있으며, 공격 방식은 손톱처럼 생긴 암기를 체술과 곁들여 싸우는 것이다.
요이치의 아버지(与一の父)
성우 - 오노 아츠시
요이치에게 '우키하 카미카제류'를 가르쳐 준 장본인. 그러나 요이치의 실력이 날로 늘어감에 따라 요이치의 수행에 고됨을 느끼고 아들 요이치에게 하산해 도시에서 수행을 할 것을 명령한다.
사기노미야 우쿄(鷺の宮 右京)
성우 - 코니시 카츠유키/이구치 유카(*이구치 유카 님께선 우쿄의 소년 시절 목소리를 담당하심.)
사기노미야 쇼텐류의 당주. 사기노미야 쇼텐류 (부채술)을 사용함. 과거 이부키와의 한 약혼 약속을 지키기 위해, 그리고 자신이 방해물이라 여기는, '요이치'를 없애기 위해서 츠바사 일행 및 여러 자객들을 돈으로 매수해 요이치에게 보내는 등 비겁한 수를 사용한다. 그러나 모든 난관을 헤친 요이치가 무사답게 싸우자는 제안에 자신이 익힌 무술을 사용해 그와 대결을 버리나, 지고 만다. 그리고 자신이 이부키와 한 약속 또한 자신의 착각이었다는 게 밝혀진다. 이후 얘기는 애니와 만화가 좀 다르다. 애니에선 사콘하고 둘이 기차타고 어딜 향하는 장면으로 이야기를 끝맺지만, 만화에선 우쿄가 이후 이부키를 그리워 해 조금 얼빠진 모습을 보임. 하지만 그래도 그는 이부키를 계속 짝사랑 하고 있으며 언젠가는 이부키와 결혼하길 꿈꾸고 있음.
사기노미야 사콘(鷺の宮 左近)
성우 - 야하기 사유리
사기노미야 우쿄우의 동생. 사기노미야 쇼텐류 (약술)을 사용함. 약 제조술 이외에도 변장술에도 일가견이 있다. 오빠인 우쿄를 도와서 요이치의 암살 및 오빠의 이부키와의 약속 이행을 돕는다. 그녀가 오빠를 돕는 이유는 오직 사랑하는 오빠를 위한 것. 하지만 그녀는 오빠가 오직 이부키만을 바라보고 자신을 봐주지 않음에 상처를 입고 슬퍼함. 그리고 그녀에 관한 이야기는 애니와 만화가 좀 다르게 진행된다. 애니에선, 오빠인 우쿄가 온천여행에 온 이부키를 납치하고 사콘은 그녀에게 정신퇴행약을 먹이고, 이부키의 동생들에게 찾아와 이부키 자매를 돌본 다는 이유로 이부키의 동생들에게 갖가지 물질적인 대우를 해 줘 그녀들이 이부키를 잊게 만든다. 그리고 오빠인 우쿄가 이부키와 결혼식을 올리려는 날에 사기노미야 저택을 지키는 임무를 맡게 되나, 그녀는 끝까지 자신에게 무심한 오빠에 의해 결국 눈물을 보이고, 그러다 요이치의 말에 자신의 과오를 깨닫고 오빠를 구해달라고 부탁한다. 그 이후 오빠와 기차를 타고 어디론가 향하는 장면을 보이며 이야기를 끝맺는다. 하지만 만화에선, 오빠인 우쿄가 자신의 착각이었다는 걸 알게 되어 시름에 빠진 오빠를 위해 이부키에게 복수를 하려 한다. 그리하여 사콘은 이부키에게 정신퇴행약을 주고 이부키의 동생들에게 갖가지 물질적인 대우를 해 줘 그녀들이 이부키를 잊게 만든다. 그러나 이부키는 요이치와 이부키의 동생들의 도움으로 돌아오게 되버리고, 사콘의 복수는 끝이 난다. 그리고 이부키의 말과 오빠인 우쿄의 행동에 자신의 과오를 깨닫게 된다. 이후 그녀는 계속 오빠의 행복을 위해 노력하며 이부키 일행이 위험에 처할 때 도움을 주곤 한다. 그리고 덤으로 그녀 역시 요이치에게 호감을 느끼는 듯 함.
히나가타 유이(雛形 唯)
성우 - 타카하시 치아키
이부키와 요이치가 다니는 학교의 1학년 소녀. 학교에선 이부키와 맞먹을 만한 인기를 가지고 있다. 요이치에게 데이트를 신청하는 부분에서 처음 등장함. 하지만 이후의 내용은 애니와 만화가 서로 다르게 전개한다. 애니에선, 그녀는 사실 사키노미야 우쿄의 의뢰를 받고 요이치를 암살하기 위해 나타난 '사기노미야 소텐류 (곤술)'을 쓰는 자객으로, 요이치와 데이트를 하여 친해진 다음 요이치를 죽이려고 했으나, 요이치가 데이트를 거절하자 바로 요이치를 죽이려고 한다. 그러나 암살은 실패한다. 이후 온천으로 놀러 온, 요이치를 다시 노리나 또 실패하고 그 이후 애니에선 등장하지 않는다. 반면 만화에선, 단순히 유이가 친구들하고 내기로, 요이치가 정말 데이트 당일에 나오는지를 알아보기 위해, 데이트를 신청한 걸로 나온다. 그 후 문화제에서 이부키 반과 같은, 학급 행사 주제로 '메이드 카폐'를 하여 이부키와 경쟁하는 걸로 나온다. 그리고 그녀가 메이드 까페를 하게 된 건 학교 미인대회 우승자였던, '이부키'의 콧대를 꺾어보고 싶은, 유이와 그녀의 클래스메이트들의 욕심에서 나온 행위였고 유이는 클래스메이트들과 친분을 유지하고 싶어 그들을 돕게 된다. 그러나 이부키 반의 카페가 더 잘 되자, 화가 난, 유이의 클래스메이트들이 그녀와 절교를 선언해버리고 떠나버린다. 그러다 그녀는 자신이 가져 온 기기에 의해 위험에 처하나, 요이치의 도움으로 구조되고 자신의 과오를 깨닫게 된다.
미즈나기 시오마루(水薙 汐丸), 미즈나기 우즈마루(水薙 過丸)
성우 - 타카기 모토키, 마지마 쥰지
애니에서만 등장하는 형제 캐릭터들. 사기노미야 소텐류 (조정술)을 사용함. 이들은 유파의 재건을 위해서 사기노미야 우쿄의 의뢰를 받아, 섬에 놀러 온 요이치를 암살하려 든다. 그러나 요이치의 공격으로 패하고 만다. 이후 온천에 놀러 온, 요이치를 다시 노리지만 또다시 실패하고 만다.
후쿠로우 미레이, 쿠자쿠, 스즈메
만화에서만 등장하는 인물들로, 이부키와 요이치가 다니는, 학교의 연극부원들. 미레이가 부장이고, 쿠자쿠와 스즈메가 부원.
미레이는 연극에 대한 열정으로 가득 하며 그녀는 문화부 발표회에 올릴 연극의 주인공으로, 요이치를 선택하고 그에게 연극무대에 서주길 요청한다. 그리하여 임시로 도와주기로 한 요이치와, 요이치와 같이 무대에 서고 싶어 연극 오디션을 본 아야메와, 연극 부원들과 같이 연극을 준비한다. 그러다 요이치에게 호감을 가지게 되버림. 발표회가 끝나고 요이치에게 정식부원이 되지 않겠냐고 제안하나 거절 당함. 그래도 그녀는 그에게 호감을 품음.
쿠자쿠는 연극부장인 미레이를 속으로 좋아하나, 자신의 마음을 전하지 못 함. 그러다 문화제 날, 미레이에게 자신의 마음을 전하게 됨.
스즈메는 부끄러운 성격을 가지고 있으나, 그녀 역시 연극을 사랑해 연극부에 들어오게 됨.
츠바메 엔비(燕 えんび)
만화에서만 등장하는 캐릭터로, 츠바사의 동생. 어린 나이와 귀여운 외모와 달리, 소매 속엔 여러 암기가 숨겨져 있으며 상당한 무술 실력을 갖추고 있음. 암살임무하러 도시에 간 츠바사 일행의 행적을 찾고 요이치를 암살하러 도시에 오게 된다. 그러다 츠바사가 요이치를 암살하지 않고 당주로서의 책임을 버리고 평범한 일상을 원하는 것에 분노해 그녀와 요이치에게 해를 가한다. 하지만 실은 언니인 츠바사가 돌아오지 않아 외로움에 자기 감정에 솔직해지지 못 하고 그런 행동을 한 것이라는 게 밝혀짐.
타카츠카사 루시펠(鷹司 ルシペル)
만화에서만 등장하는 캐릭터로, 안젤라의 언니이면서, 엔비의 시종. 엔비를 따라 츠바사 일행을 찾으러 도시로 온다. 츠바사보다 무술 실력은 한 수 위인 듯....
메지로 토키야(目白 ...)
만화에서만 등장하는 캐릭터로, 이부키와 요이치가 다니는, 고등학교의 학생회장. 완벽한 외모·운동 실력·성격 등으로 전교생의 인기를 독차지하고 있다. 하지만 이 모든 건 그 자신이 이세계 모든 여자들로부터 사랑받기 위한, 꿈을 위해서 본인 스스로가 노력한 것. 어느날 이부키, 오이치, 아야메로부터 굴욕을 맛 본 후 요이치에게 앙심을 품게 된다. 그러다 자신을 찾아 온, '오보로'의 제안을 받아들여 오보로의 능력과 자신의 능력을 이용해, 운동회에서 그에게 복수를 하려 한다. 하지만, 요이치 일행들의 방해로 복수는 실패로 돌아가고 자기가 쌓아 올린 모든 명성이 무너진다. 그렇지만 요이치의 진심 어린 말로 인해, 그에게 품은 앙심을 품고 자신의 과오를 깨닫고 요이치와 화해한다.
사기노미야 오보로(鷺の宮 ...)
만화에서만 등장하는 캐릭터로, 사기노미야 사텐류 약술의 시조. 요이치가 여러 사건들에사 두각을 나타났다는 것에 흥미를 품고 그에게 접근한다. 그리고 토키야와 안젤라를 이용해, 그가 위선자임을 밝혀내고 싶어한다. 그리고 과거 사람들에게 입은, 마음의 상처가 원인이 되어 마음이 죽었다고 본인 입으로 말한다. 사실 그녀는 옛날에 자신이 만든 약으로 사람들의 병을 고쳐주며 사람들이 행복해지는 걸 보는 걸 좋아했다. 그러나 그녀가 미완성된 약을 자신의 몸에 시험한 부작용으로 불로의 몸을 가지게 된 걸, 사람들이 그녀가 지어 준 약이 위험하다고 생각해 그녀에게 해코지를 하려는 것 때문에 그녀는 마음의 상처를 입게 되었다고 한다. 그러나 요이치의 용기 있는 행동과 말에, 그녀는 다시, 살아있는 마음을 되찾게 된다.
누에즈메 아루코(鵼爪 ...)
만화에서만 등장하는 캐릭터로, 야미가라스 안텐류 (검술) 가문에서 온 여검객. 대뜸 요이치 앞에 나타나, 자신이 선택한 정혼자이니 자기와 혼인을 해달라고 요청한다. 하지만 이 모든 것은 아버지와 다시 화목하게 지내고 싶어, 어쩔 수 없이 아버지의 명에 따라 한 행위였음이 밝혀진다.
자신의 목검에'스티브'라는 이름을 붙이고 목검과 대화를 하기도 함. 그리고 엄청난 길치..
누에즈메 진이치로(鵼爪 ....)
만화에서만 등장하는 캐릭터로, 야미가라스 안텐류 가문의 당주. 아루코의 아버지. 아루코에게 정혼자를 찾아 그와 결혼해 아이를 만들라는 명령을 내리는 등 그는 후계자를 만들 생각에 사로잡혀 있었다. 하지만 이는 가족과 행복한 나날을 보내다, 자신의 아내가 죽어 슬픔에 잠기는데 그는 아루코가 아이를 낳기만 하면, 다시 행복한 나날을 보낼 수 있을 거라는 착각에서 나온 것이었다. 결국, 요이치와 딸인 아루코의 도움으로 그 착각에서 벗어날 수 있게 된다.
그도 역시 엄청난 길치....
누에즈메 진쥬로(鵼爪 刃十郞)
성우 - 야마구치 타로
애니에서만 등장하는 오리지널 캐릭터. '야미가라스 안텐류 (검술)'의 계승자. 사기노미야 우쿄의 거짓말에 속아 요이치를 없애려고 도시로 올라온다. 그러나 이 분 역시 길치... 그래서 첫 번째 암살은 실패로 돌아간다. 그리다 이후 온천에 놀러 온, 요이치를 만나 죽이려는 찰나에 아야메의 일격으로 쓰러진다.

### 등장 인물들 성씨에 숨겨진 비밀
※등장인물 성씨 대부분엔 '새'와 관련된 한자가 들어가 있다...
- 카라스마(烏丸) ⇒ '까마귀(烏)'
- 이카루가(斑鳩) ⇒ '산비둘기·고지새(斑鳩)'
- 와시즈(鷲津) ⇒ '독수리(鷲)'
- 토리가야(鳥谷) ⇒ '새(鳥)'
- 츠바메(燕) ⇒ '제비(燕)'
- 타카츠카사(鷹司) ⇒ '매(鷹)'
- 사기노미야(鷺の宮) ⇒ '해오라기(鷺)'
- 누에즈메(鵼爪) ⇒ '호랑지빠귀(鵼)'
- 메지로(目白) ⇒ '동박새(目白)'
- 히나가타(雛形) ⇒ '병아리(雛)'

## 도서 정보

### 만화
미나모토 유우에 의해 아키타 쇼텐(秋田書店)의 만화잡지 '월간 소년 챔피언'를 통해 처음 연재되기 시작했고, 2006년부터는 단행본으로도 출판이 되었고 2010년에 단행본은 15권으로 완결을 맞는다.
- 제1권
  - 일본 - 2006년 10월 15일
  - 대한민국 - 2007년 3월 25일
- 제2권
  - 일본 - 2007년 1월 15일
  - 대한민국 - 2007년 5월 25일
- 제3권
  - 일본 - 2007년 5월 15일
  - 대한민국 - 2007년 7월 25일
- 제4권
  - 일본 - 2007년 9월 7일
  - 대한민국 - 2007년 12월 25일
- 제5권
  - 일본 - 2007년 12월 1일
  - 대한민국 - 2008년 4월 25일
- 제6권
  - 일본 - 2008년 4월 1일
  - 대한민국 - 2008년 8월 25일
- 제7권
  - 일본 - 2008년 8월 8일
  - 대한민국 - 2008년 12월 25일
- 제8권
  - 일본 - 2008년 12월 8일
  - 대한민국 - 2009년 4월 25일
- 제9권
  - 일본 - 2009년 3월 6일
  - 대한민국 - 2009년 8월 25일
- 제10권
  - 일본 - 2009년 7월 8일
  - 대한민국 - 2010년 11월 25일
- 제11권
  - 일본 - 2009년 12월 7일
  - 대한민국 - 2011년 3월 25일
- 제12권
  - 일본 - 2010년 3월 1일
  - 대한민국 - 2011년 3월 25일
- 제13권
  - 일본 - 2010년 7월 8일
  - 대한민국 - 2011년 8월 30일
- 제14권
  - 일본 - 2010년 12월 8일
  - 대한민국 - 2012년 1월 30일
- 제15권
  - 일본 - 2011년 3월 8일
  - 대한민국 - 2012년 4월 30일

## TV 애니메이션
AIC에 의해 총 12화로 제작되어 2009년 1월부터 3월까지 TBS에서 방영되었다.

### 주제가
오프닝 - 웃는 얼굴의 이유(笑顔の理由)
작곡·작사- meg rock / 편곡 - 가토 다이스케(加藤 大祐)
노래 - meg rock
엔딩 - Life and proud
작사 - 히타 아키(畑 亞貴) / 작곡·편곡 - 후지스에 미키(藤末樹)
노래 - 미사토 아키(美鄕 あき)